# Waschbach (Horloff)
Der Waschbach ist ein knapp sieben Kilometer langer rechter und westlicher Zufluss der Horloff, im hessischen Wetteraukreis gelegen, aus einem Taunus-Ausläufer kommend, seit den späten 1960er Jahren rechts von der Autobahn A 45 begleitet. Er kreuzt eine Bundesstraße (B 455) und eine seit 2003 stillgelegte Bahnlinie (Bahnstrecke Friedberg–Mücke). Seine Mündung liegt nahe der (2024 zur Erneuerung anstehenden) Horloffbrücke einer anderen Bahnlinie, der Bahnstrecke Beienheim–Schotten, auch Horlofftalbahn genannt, südwestlich des Entsorgungszentrums Wetterau. Dabei markiert der Bach streckenweise die Grenze zwischen Wölfersheim-Wohnbach und Hungen-Obbornhofen, zugleich Grenze zwischen Wetteraukreis im Regierungsbezirk Darmstadt und Landkreis Gießen im Regierungsbezirk Gießen, sowie zwischen Wölfersheim-Berstadt und Echzell (beide im Wetteraukreis). Er ist ins hessische Landesprogramm „100 wilde Bäche“ aufgenommen.

## Name
Es sind keine Dokumente zur Erklärung der Namensgebung bekannt. Beim Umfließen des mittelalterlichen Dorfs Berstadt und seiner Wasserburg wurde er Xingel- oder Zingelbach genannt. Letzterer Name ist auch heute noch in der (inoffiziellen) Benennung des Zingelplatzes oder der Bezeichnung des Waschbachs durch Einheimische präsent. Das Geoportal des Landes Hessen führt ihn ebenfalls für den Abschnitt am Rande des Dorfs. Der Name Zingelbach rührt daher, dass er in diesem Abschnitt im Südwesten von Berstadt das mittelalterliche Dorf einzingelte (der Duden übersetzt „Zingel“ mit „veraltet für Ringmauer“) und so mithalf, den bewohnten Ortskern um die Kirche gegen Feinde von außen zu schützen (vergl. Berstadt).

## Geographie

### Verlauf

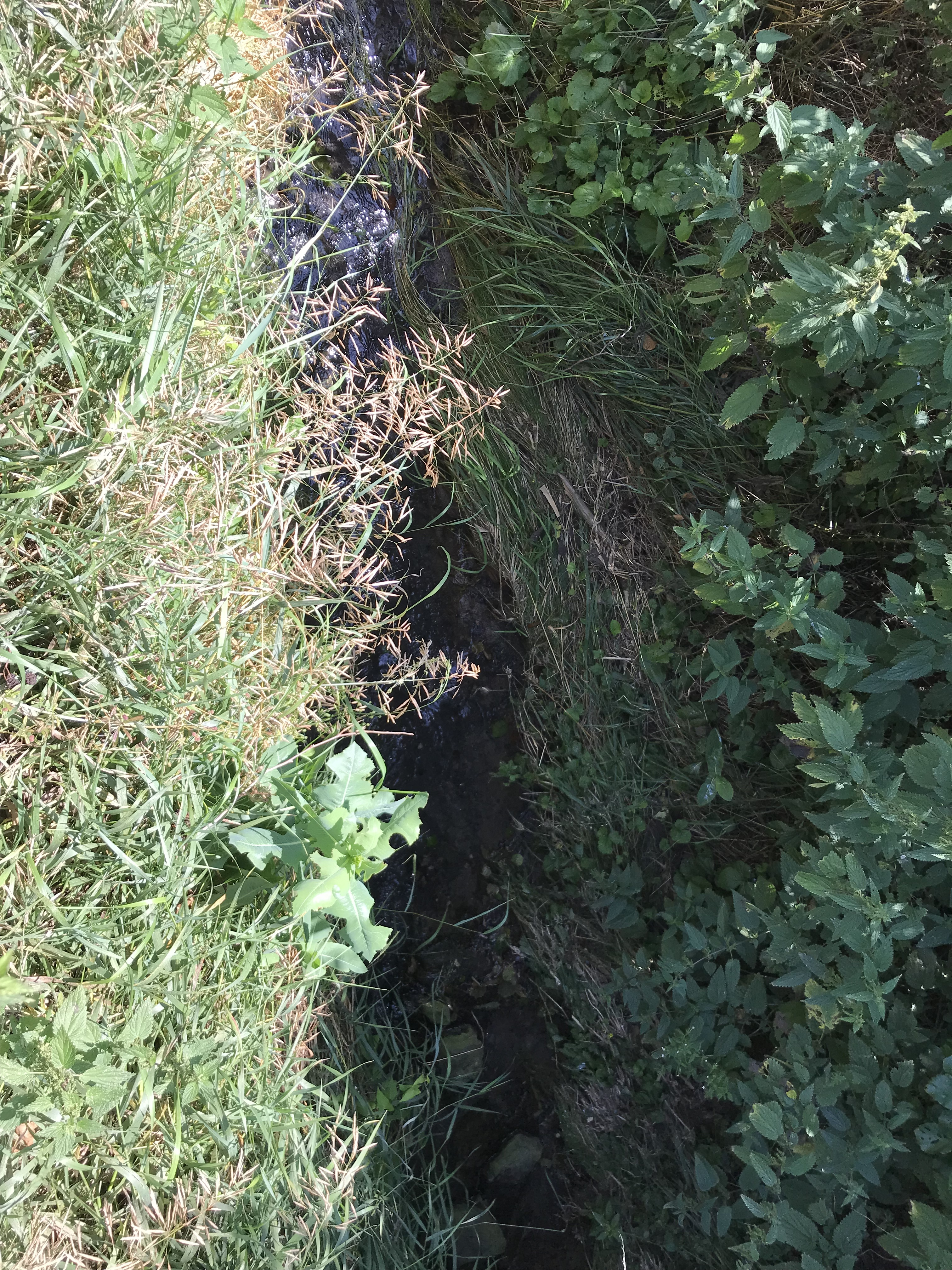
Tiefes unsym. Trapezprofil

Der Waschbach beginnt auf der Grenze zwischen dem Wölfersheimer Ortsteil Wohnbach im Wetteraukreis und Süden und dem Hungener Ortsteil Obbornhofen im Landkreis Gießen und Norden in einem runden Betonbaustein, einem künstlichen Quellbecken, das seitlich (links) in die Sohle eines Grabens eingelassen ist▼, etwa 60 m jenseits des im WRRL-Viewer dargestellten Anfangs. In dieses Becken fällt Wasser, das aus einem Rohr aus nordwestlicher Richtung kommt. Der Graben hat einen West-Ost-Verlauf und setzt sich westwärts trocken fort. An der Landesstraße 3134 münden die Straßengräben in ihn. Westwärts wird er am rechten Ufer von einem asphaltierten Feldweg begleitet, der ein Unternehmen zur Produktion von Brennholz erschließt, links löst sich die Kreisgrenze von seinem Verlauf. Am Ende dieses Feldwegs verschwenkt er südwärts und gleich wieder westwärts. In einer dichten Hecke aus Obst- und anderen Gehölzen setzt er sich zur höher gelegten Landesstraße 3136 fort. Auf deren Westseite setzen sich die Hecke und Graben in einer Tieflage in der Flur Im Kacketal zunächst fort, allerdings in einer Nordwest-Südost-Richtung. Oberhalb eines Feldwegs hat der Graben rechts eine Streuobstwiese mit einer Reihe Apfel-, Birn- und Pflaumenbäumen (Zwetschgen), die am Waldrand südlich eines Hochbehälters ⊙ von 1971 beginnt. Im Wald auf dem Münzenberger Rücken setzt sich der Graben bis jenseits der Scheitelhöhe trocken fort. Außerhalb des Walds hat der trockene Graben eine Länge von etwa 1,5 km.

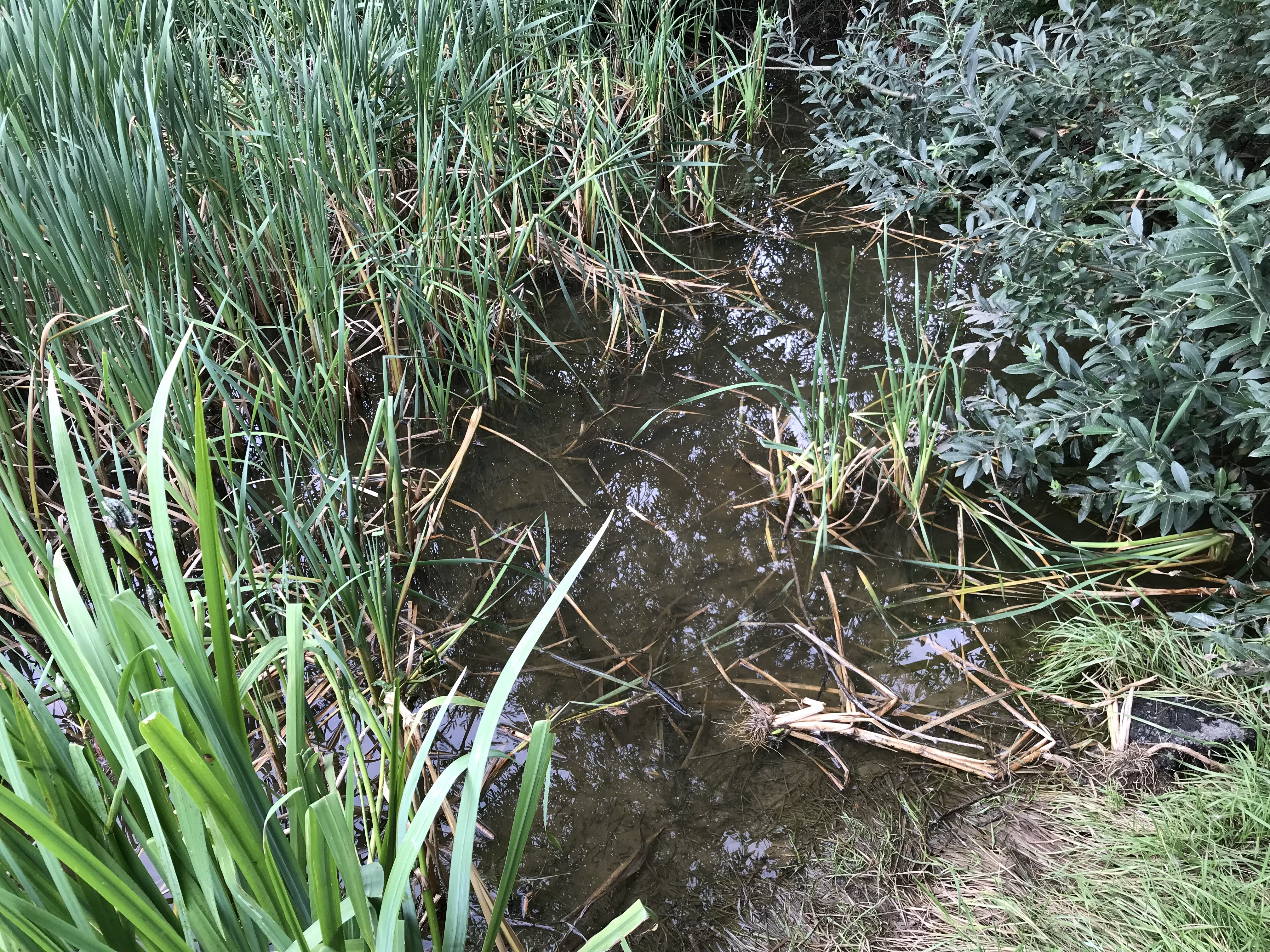
Feuchtbiotop „In der Eller“

Etwa ⅓ km unterhalb seines Beginns bei Kilometer 6,33 mündet von rechts der Wächtersbach▼ aus einem etwa 275 m langen in Süd-Nord-Richtung verlaufenden Graben vom nordöstlichen Wohnbacher Ortsrand her, wo sich auf der anderen, östlichen Seite des Feldwegs, ein dreieckiges und etwa 1000 m² großes Feuchtbiotop mit einer Wasserfläche erstreckt ⊙. Am Beginn des Grabens ist rechts, auf der Ostseite, der Wasser führende Auslass des Wächtersbachs, links oder westlich daneben befindet sich der größere und vergitterte Auslass eines RÜ. Bald unterhalb der Mündung beginnt ein dichter und rechtsseitiger Uferbewuchs, löst sich bei Fluss-Kilometer 6,0 die Kreisgrenze nordwärts vom Waschbach. Der Querschnitt des Bachprofils entwickelt sich vom anfänglichen Rechteck zu einem rechtwinkligen Trapez. Der Baumbestand am rechten Ufer hat dessen Steilheit erhalten, oder sie beim Bau des Bachlaufs bedingt, so dass sie von Bibern überwunden werden kann, während das linke Ufer eine senkrechte Wand hoch zur Geländekante bildet. Die Sohle des Bachs kann dabei mehr als 2 m unter dem umliegenden Gelände liegen. Einige Feldwege überbrücken den Bach, so dass etwaige Wildtiere in der heutigen (2024) ausgeräumten Ackerlandschaft Möglichkeiten finden, den wie ein undurchlässiger Riegel wirkenden Bach in Nord-Süd-Richtung zu queren.
Zwischen den Wölfersheimer Ortsteilen Wohnbach und Berstadt, etwa zwischen den Fluss-Kilometer 6,25 und 5,25, wurde in der zweiten Hälfte des 20. Jahrhunderts ein Braunkohletagebau betrieben. Dies hatte zur Folge, dass der ursprüngliche Lauf des Waschbachs abgeräumt, sein Wasser in den Wölfersheimer See geleitet wurde. Mit der Rekultivierung des ausgeräumten Tagebaulochs um 1975 erfolgte die künstliche Wiederherstellung des Bachlaufs kosteneffizient nach Lehrbuchvorlage. Erhalten geblieben ist der Zwangspunkt des gebauten Durchlasses unter der Bahnstrecke Friedberg–Mücke ⊙. Direkt davor mündet von rechts ein namenloses Gewässer ohne eigene Gewässerkennzahl (GKZ, GWZ). Es entstammt Betonrohren unter der L 3136, der Verbindungsstraße zwischen Berstadt und Wohnbach, gleich nördlich des Bahnhofs Berstadt-Wohnbach, sowie einer möglichen Quellschüttung. Der Lauf dieses weiten Grabens ist durch hohe parallele oder niedrige quer stehende Betonmauern mit Schützen gegliedert. Entlang des Bahndamms kommt von Norden die Grenze zwischen den Ortsteilen Wohnbach und Berstadt, biegt mit dem Waschbach ostwärts durch den Durchlass und folgt dem Bach, bis dieser bei Erreichen der Flur Der Teich links und nordwärts abbiegt. An einer weiteren Abbiegung nach rechts und auf Berstadt zu mündete von Norden der Riedgraben von Bellersheim. Sein Lauf wurde in den 2000er Jahren in eine baumbestandene Mulde östlich des Bahndamms  ⊙ in der Flur Im Wörth umgeleitet, die nun ein Feuchtbiotop ist. Dieses entwässert unterirdisch ostwärts in den Knick, den der Waschbach hier bildet. Vom Bahndamm her war der Bach ohne Begleitgrün und wird nun bis zur Ortsgrenze beiderseits von Baumreihen begleitet, nördlich an die Flur Der Teich anschließend. Unterhalb der Balkenbrücke der Straße „Am Teich“ ⊙ reichen Schrebergärten bis ans linke Ufer, rechts separiert sie ein unbefestigter Weg. Am Rand der Bebauung hat der Bach wieder einen Knick, nach rechts oder Süden. Er bekommt hier einen zweiten Namen, Zingelbach. Die Grundstücke am linken Ufer trugen im Mittelalter Scheunen, deren Rückseiten als Scheunenkranz der Verteidigung der Wohnhäuser im Ortskern beim Kirchberg dienten. Sie sind bis in die Neuzeit instand gehalten und genutzt worden. Im 21. Jahrhundert wird keine Viehwirtschaft mehr betrieben, gemachtes Heu oder Stroh wird just in time an Pferdepensionen oder Viehzuchtbetriebe veräußert. So ist ihre Zahl reduziert, ihre abwehrende Wirkung verflogen, der Zustand zunehmend baufällig und die Grundstücke anderweitig bebaut oder genutzt.
Seit 1811 floss der Waschbach unter einer steinernen Brücke hindurch (vorher Furt) ⊙. Sie ist als solche seit dem Ende der 1960er Jahre nicht mehr erkennbar, denn darunter wurde der Bach auf einer Länge von ⅓ km bis hinter die Straße Zur Beunde verrohrt. Vor dieser Brücke stand am rechten Ufer eine Mühle. Ein Haus am Zingelplatz in der Brückenstraße über dem verrohrten Zingelbach trägt den Namen „Müllersch“ und erinnert daran. Ein Brauhaus stand einst ebenfalls am Zingelplatz. Darunter soll der Name des Bachs wieder zu Waschbach, oder mundartlich Wäschbach, gewechselt haben (vergl. Berstadt).
Unterhalb des ehemaligen Brauhauses am Zingelplatz ist der Lauf des verrohrten Bachs durch einen asphaltierten Weg gekennzeichnet. Als Teil der Verdohlung sind seitlich an die Straße „Zur Beunde“ zwei Stellplätze für Pkw anbetoniert worden. Der asphaltierte Weg setzt sich am linken Ufer fort, nun mit einer wassergebundenen Decke. Er endet an der „Waschgasse“. Nördlich steht die „Kita Wasserburg“, die damit auf die einst dort errichtete Wasserburg hinweist. Im frühen 21. Jahrhundert wird das linke Waschbachufer (Flur „Hinter der Burg“) von Schrebergärten genutzt, darunter auch Taubenzucht, am rechten führt ein unbefestigter Feldweg entlang. Die Ufer sind hier weitgehend frei von Baumbewuchs, so dass der trapezförmige Querschnitt eine dichte Krautflur (Brennnesseln, Disteln, Brombeeren, Röhricht) aufweist. In einem begehbaren Durchlass mit beidseitigen Beton-Bermen werden die B 455 und ein sie parallel begleitender asphaltierter Feldweg unterquert.
Darunter beginnt eine flache und landwirtschaftlich genutzte Landschaft. Sie gehört sowohl dem FFH-Gebiet 5519-304, „Horloffaue zwischen Hungen und Grund-Schwalheim“ als auch dem LSG „Auenverbund Wetterau“ an. Der Waschbach fließt nicht mehr in einem groß dimensionierten und zwei Meter tiefen Graben mit symmetrischem Trapezprofil. Sein Bachbett hat weniger Tiefe (Ausnahme sind Befestigungen am Durchlass unter einem querenden Feldweg) und einen halbrunden Querschnitt. Vor allem wird der Waschbach unter Berstadt beidseitig sehr dicht von Bäumen und Sträuchern, der Kermesbeere und Kräutern gesäumt. An diesen Galeriewald reichen in illegaler Weise am rechten Ufer Getreidefelder heran. Ansonsten verläuft am rechten Ufer ein Feldweg. Links findet Grünlandnutzung statt. Maulwürfe bringen nahezu schwarze Erde zu Tage. Im Galeriewald zeigen sich verschiedene breite oder schmale Lücken, durch die Sonnenlicht das Bachbett erreichen kann. So entwickelt sich örtlicher Algenbewuchs, der von im Wasser lebenden Schnecken abgeweidet wird. Bei km 2,0 löst sich der Waschbach nach links vom Weg und verliert seinen Galeriewald, bei km 1,925 mündet in ihn von links der Entwässerungsgraben GKZ 24827292▼ aus Berstadt. Direkt vor der Mündung durchquert der Waschbach eine Brücke ohne Brüstungen, direkt danach biegt er um 90° nach rechts und Süden ab, dass er wie eine Verlängerung des in ihn gemündeten Grabens wirkt. Nach 90 m quert ihn auf einer Brücke ein asphaltierter Feldweg, wenige Meter südwestlich von ihr erfolgt die Einleitung von Wasser aus Dränagen oder Entwässerungsgräben via steingefasster Becken.
Beim Blick gen Süden ⊙ zeigt sich links, im Osten, eine wenige Meter hohe flache Erhebung, der Einstersberg  (136,4 m ü. NHN ⊙ gegenüber 128 m ü. NHN der Dorf-/Höllwiesen/frühere Boene). An seiner Westseite verläuft ein unbefestigter Feldweg, westlich von ihm beginnt die eine Berme des Waschbachs. Die am rechten Ufer ist weiter und wird von einem anderen, befestigten, Feldweg im Westen abgeschlossen. Im frühen 21. Jahrhundert sind die Bermen funktionslos, denn der Waschbach hat sich so tief eingegraben, dass er sein Bett nicht mehr verlassen kann. Ein Grund dafür kann sein, dass sein Lauf durch den Bau der A 45 verkürzt und beim heutigen km 1,3 ostwärts umgelegt wurde, so dass er die Südgrenze des NSG „Kist von Berstadt“ ist. Bei km 1,3▼ mündet von rechts ein ursprünglich etwa 570 m langer Graben, der exakt westlich und jenseits der A 45 beginnt▼. Er steht im Zusammenhang mit früherem Braunkohletagebau, der unter Tage erfolgte. Eine historische LAGIS-Karte hält die Folgen davon fest, mit Wasser gefüllte Senken an der Erdoberfläche, Teiche. Der südöstliche Teich auf dieser Karte, auf der Grenze der Flure „Auf der Mark“ und „An der Berstädter Brück“▼, ist als eine Art von einer dichten Hecke eingehegtes Feuchtgebiet 2024 noch erhalten. Im gleichen Jahr zeigten sich, nach vorherigen teils heftigen, intensiven, Regenfällen, deutliche Spuren von Wasserabfluss aus der Senke ostwärts zum Graben, der sie landwirtschaftliche Produktion auf der Fläche einschränkt.
Vor dem Bau der BAB 45 um 1970 floss der Waschbach noch in südöstlicher Richtung der Horloff zu, die damals westlich der Bahnstrecke Friedberg-Mücke floss▼. Es bestand ein in West-Ost-Richtung angelegter Entwässerungsgraben zum Heeggraben, damals noch rechter Zufluss der Horloff, in den auch das NSG „Kist von Berstadt“ entwässerte. Mit dem Verlegen der Horloff in ein künstliches Bett auf der östlichen Seite der Bahnstrecke wurde für den Waschbach ein wenige dam langer Anschluss an diesen Entwässerungsgraben neu und letzterer für den erhöhten Abfluss ausgebaut und „Waschbach“ benannt. Gleiches passierte dem Ende des alten Heeggrabens, welcher dadurch ein linker Zufluss des Waschbachs wurde▼. Und der neue Abschnitt des Waschbachs wurde wieder Grenze, zwischen Berstadt links, im Norden, und Echzell rechts, im Süden. Die neue Mündung in die Horloff▼ erfolgt seither am Beginn des neuen geschwungenen Horloffbetts, für das eine Bahnbrücke (einspurige Balkenbrücke aus Beton) in den Bahndamm  ⊙ eingefügt werden musste.

### Zuflüsse
Hierarchische Liste einer Auswahl der Zuflüsse, jeweils von der Quelle zur Mündung.
- Wächtersbach, von rechts am nordöstlichen Ortsrand von Wohnbach[17], beginnt auf 184 m ü. NHN[1] und mündet auf 145 m ü. NHN[1], Länge und Gefälle wg. mehrfacher abschnittsweiser Verdohlung ab den Münchgärten[18] an L 3136/Kuhweg nicht bestimmbar, Ort und Quelle der Wasserzufuhr in den trockenen Graben unbekannt
  - Meidesgrundgraben, von links am Westrand von Wohnbach[17], beginnt auf 224 m ü. NHN[1] und mündet auf 169 m ü. NHN[1], etwa 1,4 km[8] lang, hat ein Gefälle von 39 ‰, an Quelle bei A 45 Wasservorkommen
- Riedgraben von Bellersheim, von links vor Berstadt, 10,2 km² Einzugsgebiet, beginnt auf 143 m ü. NHN[1] am ehemaligen Bahndamm und mündet auf 135 m ü. NHN[1], etwa 1,6 km[8] lang, hat ein Gefälle von 5 ‰, gespeist durch abgepumptes Grundwasser und den Obborn in Hungen-Obbornhofen, eine nicht mehr zur Trinkwassergewinnung benutzte Wasseraufbereitungsanlage
  - Riedgraben, von links nordwestlich von Berstadt
    - entwässert den Sachsensee östlich von Hungen-Bellersheim
- Zufluss von Süden (Kaulbach?) entlang der Bahnstrecke Friedberg-Mücke, von rechts vor der Bahn und oberhalb von Berstadt
- Entwässerungsgraben aus Berstadt durch die Dorfwiesen, frühere Boene[3], mit der GKZ 24827292, von links unterhalb von Berstadt (früher möglicher Anschluss an Waschbach und Burg Berstadt)
- Heeggraben, von links nördlich von Echzell

### Flusssystem Horloff
- Fließgewässer im Flusssystem Horloff

## Natur und Umwelt

### Fauna
Hessen-Forst und das Hessische Landesamt für Naturschutz, Umwelt und Geologie haben Gutachten zu diesem Gebiet veröffentlicht mit dem Nachweis von Europäischem Schlammpeitzger und einer Stichlingsart sowie der Helm-Azurjungfer. An den Bachufern stehen (2024) abgestorbene und durch Pflegemaßnahmen noch gerettete vom Biber angenagte Weiden. Unterhalb der Mündung in die Horloff ist (2024) in dieser der Teil eines aufgegebenen Biberdamms erkennbar, bei Fluss-Kilometer 1,25 existiert (2024) ein lang-ovales Becken mit veränderter Ufervegetation und dem möglichen Rest eines Biberdamms, zwischen Mündung und dem Becken existiert ein weiterer Damm.
Oberhalb von Berstadt existiert in den 2020er Jahren am linken Ufer der Wohnbau eines Bibers, unterhalb von Wohnbach existiert ein Biberdamm, bei dem verstärkter Durchfluss nach erhöhtem Niederschlag und Abfluss zu einer Auskolkung des linken Ufers führte.

### Schutzgebiete
- NSG „Kist von Berstadt“[21] (siehe Liste der Naturschutzgebiete im Wetteraukreis: Kist von Berstadt und Mittlere Horloffaue)
- LSG „Auenverbund Wetterau“[22] (siehe Liste der Landschaftsschutzgebiete in Hessen: Auenverbund Wetterau und Wetterau)
- FFH-Gebiet „Horloffaue zwischen Hungen und Grund-Schwalheim“[23] (siehe Liste der FFH-Gebiete in Hessen: Horloffaue zwischen Hungen und Grund-Schwalheim und Horloff)

## Wasserbauwerke

### Mühlen
Im Norden des heutigen Berstädter Zingelplatzes stand einst eine Mühle nahe einer damaligen Furt durch den Waschbach am rechten Ufer. Ihr alter Standort ist durch das Schild Müllersch am Haus Brückenstraße 17 markiert. Im frühen 21. Jahrhundert steht zwischen diesem Gebäude und dem Bach noch das Haus Brückenstraße 15.

### Brücken
Der Waschbach wird als Gewässer dritter Ordnung klassifiziert und kommt daher mit Durchlässen aus. Großzügige Durchlässe dienen der Überführung der Bahnstrecke Friedberg-Mücke, der Bundesstraße 455 und der Landesstraße 3188.
In der Neuzeit (1811) wurde die Furt des Waschbachs in Berstadt durch eine steinerne Brücke ersetzt und die Straße darüber in Brückenstraße umbenannt. In den 1960er Jahren wurde sie zum Anfang der Verrohrung in Berstadt und damit unsichtbar.